# Heusden Koers 2007
De 59e editie van de Belgische wielerwedstrijd Heusden Koers werd verreden op 14 augustus 2007. De start en finish vonden plaats in Heusden. De winnaar was Wouter Weylandt, gevolgd door Aidis Kruopis en Greg Van Avermaet.

## Uitslag
| Heusden Koers 2007 |                    |                                                |          |
| Plaats             | Naam               | Ploeg                                          | Tijd     |
| Winnaar            | Wouter Weylandt    | Quick Step-Innergetic                          | 3u49'00" |
| 2                  | Aidis Kruopis      | Klaipeda-Splendid Cycling Team                 | z.t.     |
| 3                  | Greg Van Avermaet  | Predictor-Lotto                                | z.t.     |
| 4                  | Fabio Polazzi      | Pôle Continental Wallon Bergasol-Euro Millions | z.t.     |
| 5                  | Kane Oakley        | DFL-Cycling News-Litespeed                     | z.t.     |
| 6                  | Niek Van Gestel    | Rock Werchter-Chocolade Jacques                | + 7"     |
| 7                  | Wilfried Cretskens | Quick Step-Innergetic                          | + 10"    |
| 8                  | Nick Nuyens        | Cofidis                                        | + 15"    |
| 9                  | Frederik Willems   | Liquigas                                       | z.t.     |
| 10                 | Gediminas Bagdonas | Klaipeda-Splendid Cycling Team                 | + 29"    |

1929 · 1930-1935 · 1936 · 1937 · 1938 · 1939 · 1952 · 1953 · 1954 · 1955 · 1956 · 1957 · 1958 · 1959 · 1960 · 1961 · 1962 · 1963 · 1964 · 1965 · 1966 · 1967 · 1968 · 1969 · 1970 · 1971 · 1972 · 1973 · 1974 · 1975 · 1976 · 1977 · 1978 · 1979 · 1980 · 1981 · 1982 · 1983 · 1984 · 1985 · 1986 · 1987 · 1988 · 1989 · 1990 · 1991 · 1992 · 1993 · 1994 · 1995 · 1996 · 1997 · 1998 · 1999 · 2000 · 2001 · 2002 · 2003 · 2004 · 2005 · 2006 · 2007 · 2008 · 2009 · 2010 · 2011 · 2012 · 2013 · 2014 · 2015 · 2016 · 2017 · 2018 · 2019 · 2020 · 2021 · 2022 · 2023